# Etruria (Argentina)
Etruria è una città dell'Argentina nella provincia di Córdoba. Situata nella parte meridionale della provincia, 205 km a sud della capitale provinciale, conta circa 3 788 abitanti (2001).

## Geografia fisica

### Distanze da Etruria
- Córdoba - 205 km
- Río Cuarto - 125 km
- Rosario - 295 km
- Buenos Aires - 570 km

## Storia
Fu fondata il 17 maggio 1893 da Santiago Díaz e prese il nome dalla stazione ferroviaria costruita e progettata dall'ingegnere italiano di origine toscana Pietro Pelleschi.